# Барон Тенем
Барон Те́нем (англ. Teynham [ˈtenəm]) из Тенема в графстве Кент — наследственный титул в системе Пэрства Англии. Он был создан 9 июля 1616 года для сэра Джона Ропера (ок. 1534—1618). Его праправнук, Кристофер Ропер, 5-й барон Тенем (ум. 1689), служил лордом-лейтенантом графства Кент (1688). Третий сын последнего, Генри Ропер, 8-й барон Тенем (ок. 1676—1723), женился на Энн Барретт-Леннард, 16-й баронессе Дакр (1684—1755). Его старший сын от этого брака, достопочтенный Чарльз Ропер (1721—1754), был отцом Тревора Чарльза Ропера, 18-го барона Дакр (1745—1794), и Гертруды Тревор Ропер, 19-й баронессы Дакр (1750—1819). Его младший сын от этого брака, преподобный достопочтенный Ричард Генри Ропер был предком историка Хью Тревора-Ропера, барона Дакра из Глантона (1914—2003).
Генри Роперу, 8-му барона, наследовал его старший сын от первого брака с достопочтенной Кэтрин Смит, Филипп Ропер, 9-й барон Тенем (1707—1727). Он умер холостым, ему наследовал его младший брат, Генри Ропер, 10-й барон Тенем (ок. 1708—1781). Внук последнего, Генри Фрэнсис Ропер, 14-й барон Тенем (1767—1842), получил в 1788 году королевское разрешение на фамилию «Керзон», но в 1813 году с королевского разрешения он принял двойную фамилию «Ропер-Керзон». Его праправнук, Кристофер Джон Генри Ропер-Керзон, 19-й барон Тенем (1896—1972), занимал должность заместителя председателя комитетов в Палате лордов с 1946 по 1959 год. 
По состоянию на 2024 год обладателем титула являлся внук последнего, Дэвид Джон Генри Ингем , 21-й барон Тенем (род. 1965), который наследовал своему отцу Джону Кристоферу Ингему Роперу-Керзону, 20-у барону Тенему в 2021 году.
Семейная резиденция — Pylewell Park в окрестностях Лимингтона в графстве Гэмпшир. Дэвид Джон Генри Ингем Ропер-Керзон, 21-й барон Тенем, в настоящее время проживает там со своей семьёй.

## Бароны Тенем (1616)
- 1616—1618: Джон Ропер, 1-й барон Тенем (ок. 1534 — 30 августа 1618), единственный сын Кристофера Ропера (ум. 1559);
- 1618—1622: Кристофер Ропер, 2-й барон Тенем (1561—1622), единственный сын предыдущего;
- 1622—1628: Джон Ропер, 3-й барон Тенем (ок. 1591 — 27 февраля 1628), единственный сын предыдущего;
- 1628—1673: Кристофер Ропер, 4-й барон Тенем (20 апреля 1621 — 23 октября 1673), единственный сын предыдущего;
- 1673—1689: Кристофер Ропер, 5-й барон Тенем (ум. 1689), единственный сын предыдущего;
- 1689—1697: Джон Ропер, 6-й барон Тенем (ум. 1697), старший сын предыдущего;
- 1697—1699: Кристофер Ропер, 7-й барон Тенем (ум. 1699), младший брат предыдущего;
- 1699—1723: Генри Ропер, 8-й барон Тенем (ок. 1676 — 16 мая 1723), младший сын Кристофера Ропера, 5-го барона Тенема;
- 1723—1727: Филипп Ропер, 9-й барон Тенем (28 февраля 1707 — 13 июня 1727), старший сын предыдущего;
- 1727—1781: Генри Ропер, 10-й барон Тенем (ок. 1708 — 21 апреля 1781), младший брат предыдущего;
- 1781—1786: Генри Ропер, 11-й барон Тенем (7 мая 1734 — 10 декабря 1786), старший сын предыдущего;
- 1786—1800: Генри Ропер, 12-й барон Тенем (3 мая 1764 — 10 января 1800), старший сын предыдущего;
- 1800—1824: Джон Ропер, 13-й барон Тенем (27 марта 1767 — 6 сентября 1824), младший брат предыдущего;
- 1824—1842: Генри Фрэнсис Ропер-Керзон, 14-й барон Тенем (9 мая 1767 — 8 марта 1842), единственный сын Фрэнсиса Ропера (1738—1793), внук 10-го барона Тэнэма;
- 1842—1842: Генри Ропер-Керзон, 15-й барон Тенем (20 марта 1789 — 23 сентября 1842), старший сын предыдущего;
- 1842—1889: Джордж Генри Ропер-Керзон, 16-й барон Тенем (27 мая 1798 — 26 октября 1889), младший брат предыдущего;
- 1889—1892: Генри Джордж Ропер-Керзон, 17-й барон Тенем (27 декабря 1822 — 22 июля 1892), единственный сын предыдущего;
- 1892—1936: Генри Джон Филип Сидни Ропер-Керзон, 18-й барон Тенем (27 мая 1867 — 1936), старший сын предыдущего;
- 1936—1972: капитан Кристофер Джон Генри Ропер-Керзон, 19-й барон Тенем (6 мая 1896 — 1972), старший сын предыдущего;
- 1972—2021: Джон Кристофер Ингем Ропер-Керзон, 20-й барон Тенем (25 декабря 1928 — 27 мая 2021), старший сын предыдущего от первого брака;
- 2021 — н. в.: Дэвид Джон Генри Ингем Ропер-Керзон, 21-й барон Тенем (род. 5 октября 1965), старший сын предыдущего;
  - Наследник титула: достопочтенный Генри Кристофер Джон Ингем Ропер-Керзон (род. 5 февраля 1986), старший сын предыдущего.